# جغرافيا مونستر

بانوراما – في اليسار خضار حديقة القصر، في الوسط أبراج كنائس البلدة القديمة ككنيسة «القديس لامبيرتي» وكاتدرائية «القديس بولس»، وفي اليمين مبنى التأمينات الزراعية لبلاد مونستر

## الموقع الجغرافي
تقع مدينة مونستر في ما يسمى «الخليج الوستفالي» المكون من ترسبات رملية وطينية، على ضفتي نهر آ الصغير، وعلى بعد 15 كيلومترا من مصبه في نهر الإمس. تشكل التجمعات السكنية المتفرقة والمزارع الوحيدة سمة المشهد المحيط بالمدينة في بلاد مونستر. يمتد شريط من ترسبات رملية من العصر الجليدي (Wolston) تحت المدينة باتجاه شمالي/جنوبي. تتواجد أعلى نقطة بمدينة مونستر في جبل مولن بارتفاع 97 مترا فوق سطح البحر بينما تقع أدنى نقطة في نهر الإمس على ارتفاع 44 مترا ف.س.ب. ويبلغ ارتفاع وسط المدينة 60 م ف.س.ب. مقاسا أمام مبنى البلدية في الشارع التجاري التاريخي «سوق برينسيبال».

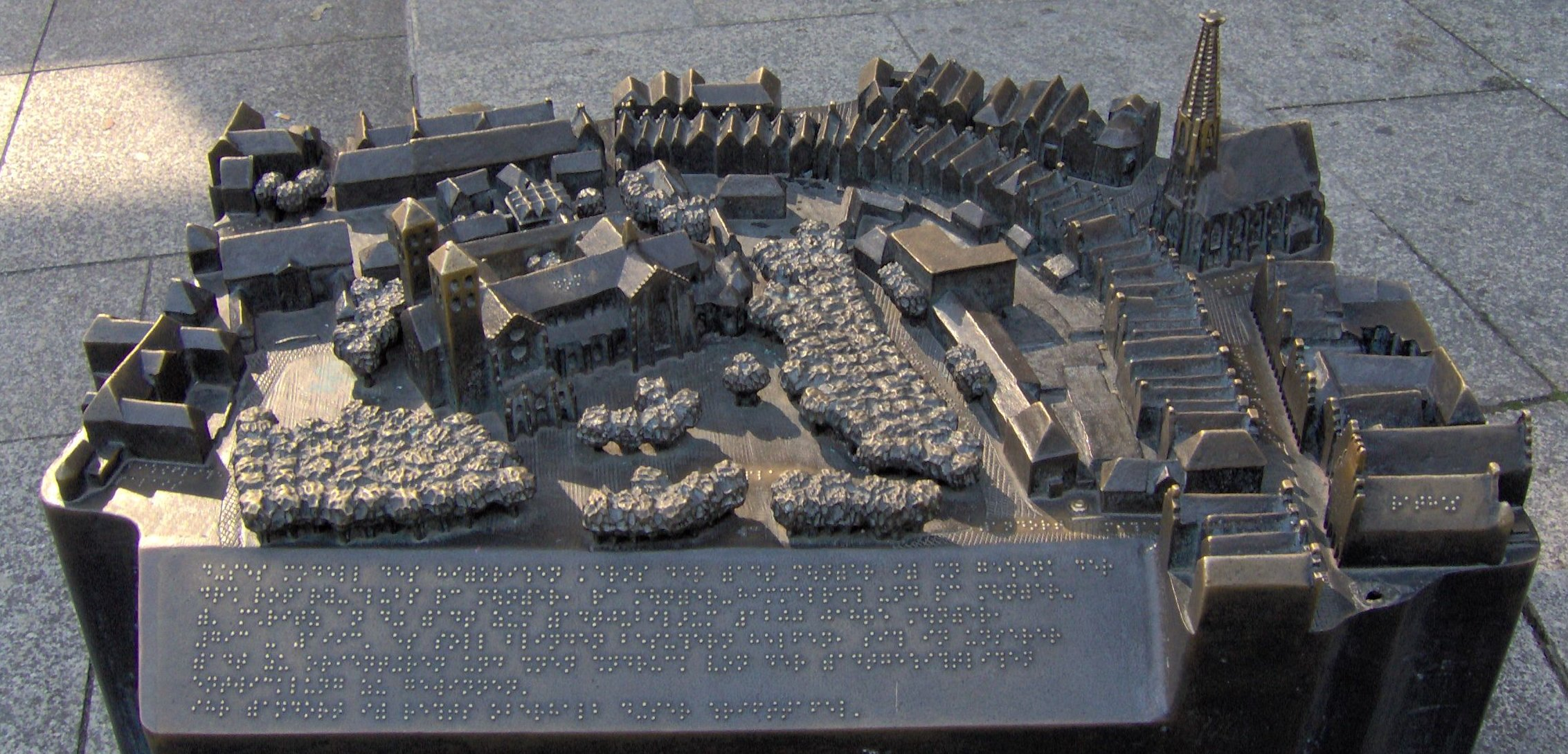
مجسم لساحة الكاتدرائية وسوق البرنسيبال

تبعد مونستر عن مدينة إنسخده الهولندية 65 كيلومترا. كما تبعد في ألمانيا عن المدن الكبرى أوسنابروك، 44 كلم إلى الشمال الشرقي وعن مدينة هام، 34 كلم إلى الجنوب وعن دورتموند، 61 كلم أيضا إلى الجنوب وعن بيليفيلد، 62 كلم شرقاً.
مدينة مونستر هي واحدة من مناطق التكثيف الحضري الألمانية ال 42 وتعتبر من أكبر المدن مساحة في ألمانيا. ومن ضمن هذه المساحة العديد من البلدات قليلة عدد السكان والخراجات التي ألحقت بالمدينة سنة 1975. تستخدم نصف مساحة المدينة في الزراعة مما يفسر تدني الكثافة السكانية فيها والتي تبلغ 900 نسمة/كلم². لكن الكثافة السكانية في مركز المدينة وقلبها التاريخي ترتفع إلى 15000 نسمة/كلم². وإجمالا تصل الكثافة السكانية في المناطق المأهولة إلى 2890 نسمة/كلم².

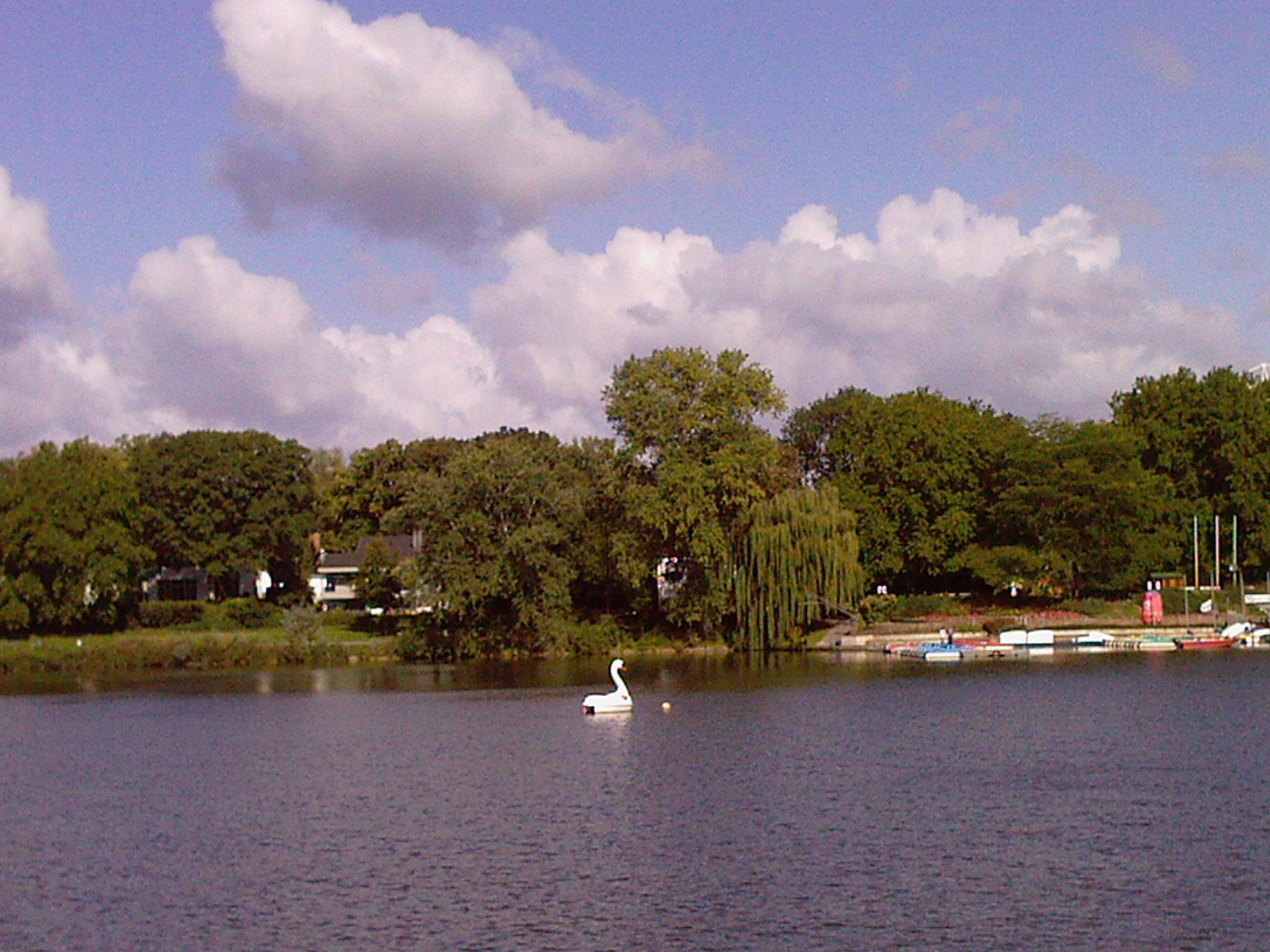
بحيرة آ / Aasee

كما أن المساحات المبنية في مونستر تتوزع بشكل متساوي نسبيا، حيث أن التعمير أدنى مقارنة مع غيرها من المدن ذات أعداد مشابهة من السكان. يعود ذلك إلى النسبة الكبيرة من البيوت الاحادية والفيلات والاكتفاء ببنايات لا تتعدى الطابقين أو الثلاثة. في حين تتواجد أعداد قليلة من المباني الشاهقة وتنعدم تجمعات البنايات المكتظة وناطحات السحاب.
تصل المساحة الإجمالية للمدينة وضواحيها إلى 302.92 كلم²، تتوزع على 58.04 كلم² من المساحات المبنية و 1.18 كلم² من المساحات الصناعية والتجارية غير المبنية و 25.86 كلم² للمواصلات و 155.53 كلم² للزراعة والمساحات الخضراء و 8.94 كلم² مساحات مائية و47.09 كلم² مساحات مشجرة إضافة إلى 6.28 كلم² من المساحات مختلفة الاستخدام.
يمتد محيط المدينة على طول 107 كلم، ويبلغ الامتداد الشمالي/الجنوبي 24.4 كلم بينما يبلغ الامتداد الغربي/الشرقي 20.6 كلم 

## المناخ

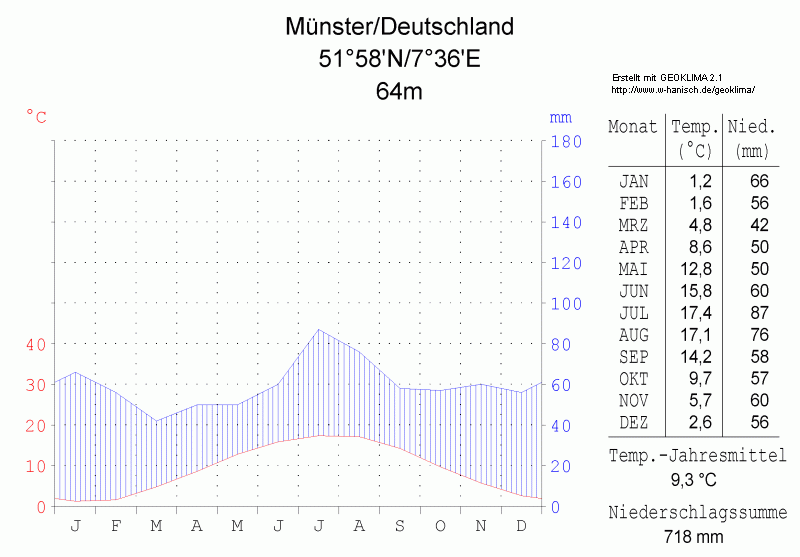
بيانات المناخ في مونستر

يقال عن مونستر أن إما أن سماؤها تمطر وإما أن أجراسها تقرع. وعندما يحدث الأمران معاً، فهو يوم الأحد. إلا أن بيانات أحوال الطقس في المدينة تروي حكاية أخرى: فمعدل كمية مياه الأمطار وبدرجة أقل، الثلوج، التي تهطل بمعدل 744 مم سنوياً، تقارب معدل الكمية المقدرة لألمانيا. لكن الانطباع الخاطئ بكثرة الأمطار في المدينة لا يتولد من كمية المطر المطلقة بل من عدد الأيام الماطرة الكثيرة والتي تحمل معها كميات قليلة من الأمطار.
يبلغ معدل الحرارة 9.2 درجة مئوية وعدد ساعات ظهور الشمس 1500 ساعة في السنة. تحتل مونستر مكانا في الخمس الأسفل من المناطق الألمانية بما يتعلق بعدد ساعات ظهور الشمس. الشتاء في المدينة أدفء نسبيا من باقي ألمانيا، مما يجعل تساقط الثلوج ظاهرة نادرة، في حين أن حالة الصيف تشبه المعدل الألماني.

## الجوار
تجاور مدينة مونستر المدن والبلديات التالية (حسب اتجاه عقارب الساعة، بداية في الشمال الغربي):
ألتنبرغه وغريفن (قضاء شتاينفورت)، تيلخته وإيفرسفينكل وزندنهورست ودرينشتاينفورت (قضاء وارندورف)، إضافة إلى أشيبرغ وزندن وهافيكسبك (قضاء كوزفلد).

## تقسيمات إدارية
- الوسط:
  - البلدة القديمة
- الشمال:
  - كورده.
  - كِندَرهاوس.
  - شْبْراكِل، مع زَندْرُب.
- الشرق:
  - ديكبورغ.
  - غِلمَر، مع غِترُب.

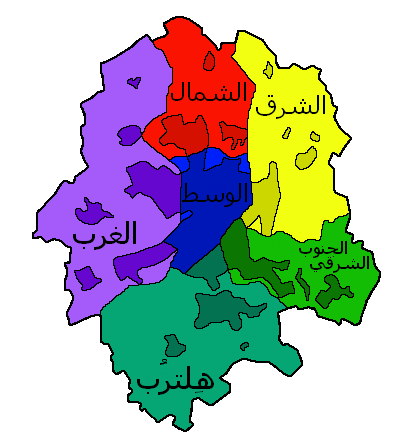
أحياء مونستر الرئيسة

  - هَندورف، مع كازِفينكِل، كرويتسبَخ، لار، دورباوم، وفيرت إلى يسار إمس وفِرسِه.
  - ماوريتس-شرق، مع شارع موند، تسمى بشكل عام ك «سانكت ماوريتس».
- الغرب:
  - ألبَختِن.
  - غيفِنبِك.
  - ميكلِنبِك.
  - نينبيرغِه، مع هيغِر، شونِبِك وأولِنبرُك.
  - روكسِل، مع روكسل القديمة وأوبرؤرت.
  - مرتفع زِنترُب.
- الجنوب الشرقي:
  - أنغِلمودِّه، مع هوفكَمب.
  - غْرِمِندورف، مع لُدِّنهايدِه.
  - فُلبِك.
- هِلترُب:
  - أمِلْسْبويرِن، مع زُدهُف، لوفيلِنغلوه وفيلبرينِّنغ.
  - بِرج فيدِل.
  - هِلترُب.

## ديموغرافيا
يقطن مونستر حوالي 270 ألف نسمة إضافة إلى 10 آلاف نسمة اختاروا المدينة كمكان سكن ثان لهم. 9 بالمئة من السكان لديهم جنسية أجنبية. نسبة العاطلين عن العمل بلغت في تشرين الثاني 2008 5.9 بالمئة من عدد السكان. يشتغل أكثر من 80% من ال132 ألف موظف (مع ضمانات اجتماعية إجبارية) في مجال الخدمات، 17% في المجال الصناعي، 1% في الزراعة. يبلغ معدل عمر السكان المقيمين في مونستر 40.2 عاما. ويصل مأمول الحياة للرجال إلى 76.3 سنة وللنساء 83.1 سنة. وتعتبر هذه التقديرات من الأعلى ضمن جميع المدن الألمانية.